# Офіцерські павільйони в Сараєві
43°51′14″ пн. ш. 18°24′16″ сх. д. / 43.8539073° пн. ш. 18.4043434° сх. д.
Офіцерські павільйони в Сараєві — національна пам'ятка, розташована в Сараєві, Боснія і Герцеговина і складається з п'яти житлових будинків, вільної території та огорожі.

## Історія
Офіцерські павільйони були побудовані між 1909 і 1914 роками. Автором і окремих будівель є архітектор Рудольф Тонніс. Будівельники використали ідеї модерну.
Після закінчення Першої світової війни до павільйонів переселилися військові офіцери Королівства сербів, хорватів та словенців, а згодом і Югославії. Під час Другої світової війни павільйони не постраждали, а після закінчення війни житлові будинки були націоналізовані. У 1960-х роках у центральній частині комплексу було знесено фонтан та побудовано новий житловий будинок. Під час останньої війни в БіГ (період 1992-95) всі об'єкти зазнали пошкоджень.
Після 1995 року був проведений ремонт.

## Опис
Павільйони розташовані в селищі Маріджін-Двор, поруч з Національним музеєм, руслом річки Міляцка та будівлею Ради міністрів та парламенту Боснії і Герцеговини. Офіцерські павільйони були задумані як окремі житлові будівлі, орієнтовані на внутрішній, спільний простір. Спочатку центральна частина була задумана як парк з газонами, доріжками та фонтаном посередині. Будинки вільно розподілені по периметру прямокутної ділянки площею 8800 м2. Архітектурний ансамбль складається з 5 житлових будинків різного плану поверху. В усіх будинках є горищні приміщення. У будинках кімнати виходять на вулицю. Кухні, їдальні, кімнати для покоївки та туалети орієнтовані на внутрішній дворик.
У вуличних фасадів спостерігається сувора і симетрична неоренесансна композиція з квітковими елементами, що вказують на вплив модерну. Перші поверхи відокремлені вінком з простого профілю, нижче якого є фриз висотою 60 см. У центральній частині першого поверху є вхідний портал, над яким розміщений неглибокий рельєфний медальйон з портретом Марса — римського бога війни, обрамлений лавровим вінком, а по боках квіткові декоративні елементи — чотирилисті розетки.

## Національна пам'ятка
Комісія з питань збереження національних пам'яток на своєму засіданні 26 жовтня 2010 р. вирішила визнати Офіцерські павільйони національною пам'яткою Боснії та Герцеговини. Це рішення було прийнято Комісією у складі: Зейнеп Ахунбай, Мартін Черрі, Амра Хаджімухамедович (голова), Дубравко Ловренович та Ліліана Шево.